# Laure Calamy
Pour les articles homonymes, voir Calamy.
Laure Isabelle Calamy, née en 1975 à Orléans (Loiret), est une actrice française.
Elle est l'une des révélations de la série française Dix pour cent. Nommée cinq fois aux César, elle obtient celui de la meilleure actrice pour la comédie Antoinette dans les Cévennes en 2021. Elle a également obtenu un Molière pour sa performance au théâtre dans Le Jeu de l'amour et du hasard en 2018 et le prix Orizzonti de la meilleure actrice à la Mostra de Venise 2021 pour le film À plein temps.

## Biographie
Née en 1975, Laure Isabelle Calamy est la fille d'une psychologue et d'un médecin,. Elle s'essaie au théâtre durant sa jeunesse. Elle déclare avoir eu un rapport « compliqué et conflictuel avec l’école » avec une scolarité « très inégale ».
Après le baccalauréat, elle s'installe à Paris et intègre le Conservatoire national supérieur d'art dramatique, dont elle sort en 2001.

## Carrière
Au conservatoire, elle rencontre Olivier Py qui la dirige dans Au monde comme n'y étant pas, Orlando ou l'impatience et Les Parisiens.
Ses prestations dans des moyens métrages, Ce qu'il restera de nous (2012) de Vincent Macaigne, et Un monde sans femmes (2012) de Guillaume Brac, pour lequel elle reçoit le prix Jeanine-Bazin au festival du film de Belfort - Entrevues, sont remarquées par les critiques.
Son interprétation dans le court métrage La Contre-allée de Cécile Ducrocq, révélé à Cannes à la Semaine de la critique, lui vaut un prix spécial au festival du film de Sundance.
Au cinéma, elle interprète dans un premier temps des seconds rôles. Son personnage de Noémie dans la série télévisée Dix pour cent en 2015 la fait ensuite connaître du grand public.
Elle est nommée en 2018 au César de la meilleure actrice dans un second rôle pour son rôle dans Ava de Léa Mysius, et reçoit la même année le Molière de la comédienne dans un spectacle de théâtre privé, pour sa prestation dans Le Jeu de l'amour et du hasard de Marivaux, mis en scène par Catherine Hiegel au Théâtre de la Porte-Saint-Martin.
En 2020, elle joue le rôle principal de la comédie de Caroline Vignal, Antoinette dans les Cévennes, qui connaît un beau succès en salle et lui vaut le César 2021 de la meilleure actrice.
À la Mostra de Venise 2021, elle obtient le prix Orizzonti de la meilleure actrice pour son rôle de Julie dans À plein temps d’Éric Gravel. Elle déclare à propos d'Éric Gravel : « Je me considère comme obsessionnelle, il me surpasse. Mais je n’ai aucun problème avec l’exigence. La contrainte m’excite. Un tournage, c’est une danse à deux. »
Le film Iris et les Hommes (2024) de Caroline Vignal reçoit des critiques moyennes, mais la performance de Laure Calamy est jugée malgré tout très bonne : la journaliste Véronique Cauhapé évoque « le talent, la fantaisie, l’expressivité, le sens du rythme » de l'actrice dans Le Monde. Ariane Allard parle dans Le Masque et la Plume d« un génie comique et une présence charnelle assez rare dans le cinéma français ».
En 2024, sa performance est saluée dans le film Mon inséparable (dans lequel elle joue une mère confrontée au désir de son fils, handicapé, de la quitter pour fonder son propre foyer) : la journaliste Laurence Houot estime que Laure Calamy est « bouleversante », que c'est pour elle « l'occasion de déployer toute sa puissance et toutes les nuances de sa palette d'actrice ». Le critique Jacques Mandelbaum estime dans Le Monde que Laure Calamy se « donne avec le tempérament de feu qu’on lui connaît dans cette interprétation ».

## Vie privée
Elle est en couple avec un guide de haute montagne.
Elle déclare ne pas vouloir d'enfants. Elle déclare dans un entretien à Paris Match : « J’ai envie d’en parler pour qu’on foute la paix aux gens qui n’ont pas de désir particulier. Je trouve qu’on rend service à l’humanité en n’ayant pas d’enfants. Il y a trop de monde sur cette planète. Alors, arrêtez de nous emmerder ! »

## Engagements
Le 19 décembre 2018, plus de 70 célébrités se mobilisent à l'appel de l'association Urgence Homophobie. Laure Calamy est l'une d'elles et apparaît dans le clip de la chanson De l'amour.
Elle est membre du Collectif 50/50, qui a pour but de promouvoir l’égalité des femmes et des hommes et la diversité dans le cinéma et l'audiovisuel,. Elle déclare à Paris Match qu'elle est féministe depuis l'enfance : « Quand j'entendais qu'en grammaire le masculin l'emportait sur le féminin, je ressentais l'injustice. On disait que j'étais un garçon manqué car j'étais un peu casse-cou, ce qui n'est pas censé correspondre aux codes de la féminité. Je me dis que j'étais une fille réussie et non un garçon manqué ! »
Elle a aussi soutenu en 2023 le mouvement contre le projet sur les retraites par un texte s'adressant au chef de l’État pour demander le retrait immédiat du projet, considéré "injuste, inefficace, touchant plus durement les plus précaires et les femmes", en plus d'être rejeté "par l'immense majorité de la population, et même minoritaire à l'Assemblée nationale". Le texte met en avant le devoir de solidarité face à une réforme qui "va frapper plus durement ceux qui exercent les métiers les plus difficiles".

## Théâtre
- 2001 : Au monde comme n'y étant pas d'Olivier Py, mise en scène Olivier Py
- 2002 : Le Complexe de Thénardier de José Pliya, mise en scène Jean-Michel Ribes
- 2002 : Capitaine Bada, de Jean Vauthier, mise en scène Jean-Louis Thamin
- 2004 : Kroum, l'ectoplasme de Hanoch Levin, mise en scène Clément Poirée
- 2004 : Le Menteur de Pierre Corneille, mise en scène Jean-Louis Benoît
- 2004 : Les Paravents de Jean Genet, mise en scène Jean-Baptiste Sastre
- 2005 : Un chapeau de paille d'Italie d'Eugène Labiche, mise en scène Olivier Balazuc
- 2007 : Bonjour - Où sont les mamans ? de Claude Ponti, mise en scène Léna Bréban
- 2008 : La Disparition de Richard Taylor d'Arnaud Cathrine, mise en scène Pauline Bureau
- 2008 : Le Suicidé de Nikolaï Erdman, mise en scène Volodia Serre
- 2008 : Dans la jungle des villes de Bertolt Brecht, mise en scène Clément Poirée
- 2011 : Au moins j'aurai laissé un beau cadavre d'après William Shakespeare, mise en scène Vincent Macaigne
- 2011 : Modèles, mise en scène Pauline Bureau
- 2013 : Belgrade d'Angélica Liddell, mise en scène Julien Fisera
- 2014 : Homme pour homme, de Bertolt Brecht, mise en scène Clément Poirée
- 2014-2015 : Orlando ou l'impatience d'Olivier Py, mise en scène Olivier Py
- 2015-2016 : Les Inséparables d'après Colas Gutman, mise en scène Léna Bréban
- 2017 : Les Parisiens d'Olivier Py, mise en scène Olivier Py
- 2018 : Le Jeu de l'amour et du hasard de Marivaux, mise en scène Catherine Hiegel
- 2018 : Le Fusil de chasse de Yasushi Inoue, lecture
- 2019 : La Fin du courage de Cynthia Fleury, mise en espace Nicolas Maury, lecture avec Isabelle Adjani, Palais de Tokyo puis la Scala (Paris)
- 2025 : Peau d'homme de Zanzim et Hubert, mise en scène Léna Bréban, théâtre Montparnasse

## Filmographie

### Cinéma

#### Longs métrages
- 2001 : Sauvage Innocence de Philippe Garrel : l'une des quatre du bal
- 2009 : Bancs publics (Versailles Rive-Droite) de Bruno Podalydès : Opportune
- 2010 : Den milde smerte de Carsten Brandt
- 2011 : Un plan parfait de Pascal Chaumeil : Valérie
- 2013 : La Fleur de l'âge de Nick Quinn : Sarah Chevalier
- 2013 : 9 Mois ferme d'Albert Dupontel : Daisy, la collègue
- 2014 : Week-ends d'Anne Villacèque : Flo
- 2014 : Sous les jupes des filles d'Audrey Dana : Cathy Bento
- 2014 : Fidelio, l'odyssée d'Alice de Lucie Borleteau : Nadine Legall
- 2014 : Zouzou de Blandine Lenoir : Lucie
- 2015 : À trois on y va de Jérôme Bonnell : la prévenue agressive
- 2015 : En équilibre de Denis Dercourt : Séverine
- 2015 : Les Cowboys de Thomas Bidegain : Isabelle
- 2015 : Ce sentiment de l'été de Mikhaël Hers : Anouk
- 2016 : Victoria de Justine Triet : Christelle
- 2016 : Rester vertical d'Alain Guiraudie : Mirande
- 2016 : Primaire d'Hélène Angel : Christina Drouet
- 2017 : Aurore de Blandine Lenoir : la conseillère de Pôle Emploi
- 2017 : Ava de Léa Mysius : Maud, la mère
- 2017 : Pour le réconfort de Vincent Macaigne : Laure
- 2017 : Embrasse-moi ! d'Océan et Cyprien Vial : Fantine
- 2017 : Bonheur académie d'Alain Della Negra et Kaori Kinoshita : Lily
- 2018 : Nos batailles de Guillaume Senez : Claire
- 2018 : Roulez jeunesse de Julien Guetta : Nelly
- 2018 : Mademoiselle de Joncquières d'Emmanuel Mouret : Lucienne
- 2018 : La Dernière Folie de Claire Darling de Julie Bertuccelli : Martine Leroy
- 2019 : Sibyl de Justine Triet : Edith
- 2019 : Le Dindon de Jalil Lespert : Madame de Pontagnac
- 2019 : Seules les bêtes de Dominik Moll : Alice
- 2020 : Une belle équipe de Mohamed Hamidi : Catherine Guerrin
- 2020 : Antoinette dans les Cévennes de Caroline Vignal : Antoinette
- 2020 : Garçon chiffon de Nicolas Maury : Sylvie
- 2020 : Louloute de Hubert Viel : Isabelle
- 2021 : Une femme du monde de Cécile Ducrocq : Marie
- 2021 : À plein temps d'Éric Gravel : Julie
- 2022 : Annie colère de Blandine Lenoir : Annie
- 2022 : L'Origine du mal de Sébastien Marnier : Nathalie/Stéphane
- 2022 : Les Cyclades de Marc Fitoussi : Magali
- 2023 : Bonne Conduite de Jonathan Barré : Pauline Cloarec
- 2024 : Iris et les Hommes de Caroline Vignal : Iris
- 2024 : Mon inséparable d'Anne-Sophie Bailly : Mona
- 2024 : Un ours dans le Jura de Franck Dubosc : Cathy
- 2025 : Classe moyenne d'Antony Cordier

#### Courts et moyens métrages
- 2005 :  Le Personnage de Frédérick Vin : la prostituée
- 2006 : Humide de Joan Bentosela : Sylvie
- 2007 : Le Métier qui rentre de Ronan Le Page : la vacancière au portefeuille
- 2011 : Un monde sans femmes de Guillaume Brac : Patricia
- 2011 : Superdog de Thomas Bardinet : la femme
- 2012 : Ce qu'il restera de nous de Vincent Macaigne : Laure
- 2013 : Toutes les belles choses de Cécile Bicler : Jessica
- 2013 : L'Albatros d'Emmanuel Bonnat : la compagne du père
- 2013 : Passe de Julien Oliveri : la prostituée
- 2014 : La Contre-allée de Cécile Ducrocq : Suzanne
- 2014 : Petit Lait de François Choquet : Suzanne
- 2015 : L'Amérique de la femme de Blandine Lenoir : Lucie
- 2015 : Vous m'éblouissez de Marie Madinier : Marianne
- 2016 : Clitopraxis d'Emmanuel Laborie : Peggy
- 2017 : Canine panique de Baptiste Drapeau : voix

### Télévision

#### Séries télévisées
- 2008 : C'est votre histoire d'Alain Guiraudie : la mère (épisode On m'a volé mon adolescence)
- 2011 : Boulevard du Palais de Jean-Marc Vervoort : Médecin (épisode Fou à délier)
- 2015-2020 : Dix pour cent de Fanny Herrero : Noémie Leclerc
- 2017 : Holly Weed de Laurent de Vismes : Céline Alban
- 2019 : Calls : Elodie (épisode Le Dernier message)
- 2020 : La Flamme de Jonathan Cohen, Jérémie Galan et Florent Bernard : Victoire
- 2024 : Une amie dévouée de Just Philippot : Christelle (mini-série)

#### Téléfilms
- 2007 : Chat bleu, chat noir, les années folles de Jean-Louis Lorenzi : la Gentille
- 2019 : Temps de chien d'Édouard Deluc : Judith
- 2024 : Je ne me laisserai plus faire de Gustave Kervern : Lynda

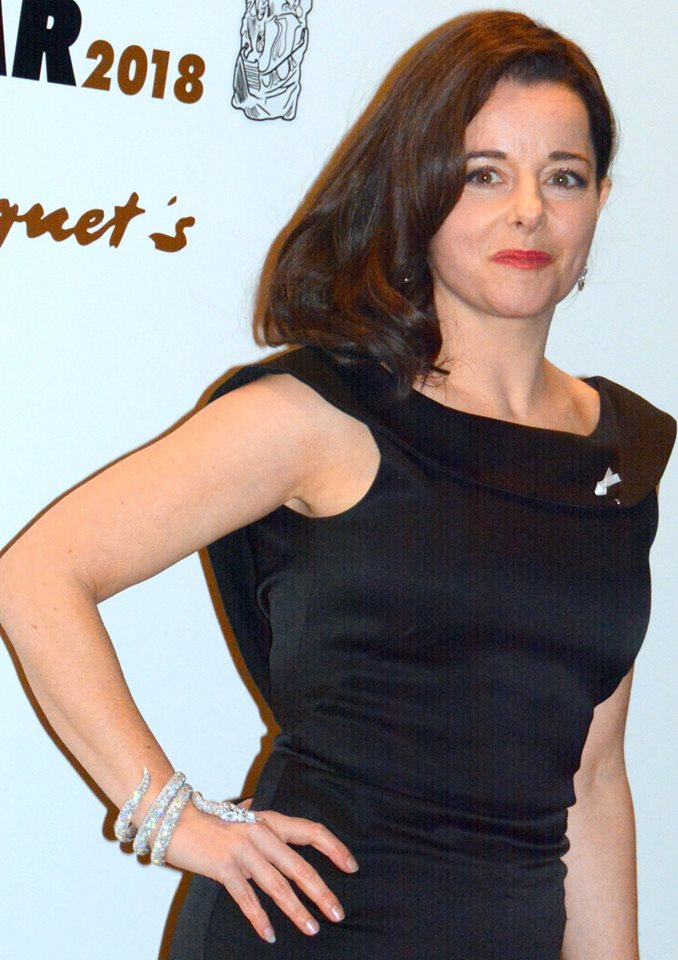
Laure Calamy aux Césars 2018.

#### Voix Off
- Mères à perpétuité de Sofia Fischer (2024) - Prix Aïna Roger - Autrement Vu du Figra 2025

### Doublage
- 2023 : Migration de Benjamin Renner et Guylo Homsy : Pam[26]

## Livres audio
- Histoires de Lorette la Pâquerette, Pat le Mille-Pattes, Luce la Puce d'Antoon Krings, Collection Drôles de Petites Histoires à écouter - Giboulées (n° 11), Gallimard Jeunesse, 2008
- Histoires de Barnabé le Scarabée, Maud la Taupe, Camille la Chenille, d'Antoon Krings, Collection Drôles de Petites Histoires à écouter - Giboulées (n° 12), Gallimard Jeunesse, 2008
- Les symphonies subaquatiques : un conte musical au coeur des océans, de Valérie Bour et Sébastien Buffet, illustré par Stéphane Girel (Editions des Braques, 2015[27])

## Distinctions

### Récompenses
- Festival Côté court de Pantin 2011 : Prix d'interprétation féminine pour Un monde sans femmes
- Festival Entrevues de Belfort[9] 2011 : Prix d'interprétation féminine pour Un monde sans femmes
- Festival du film de Sundance 2015[10] : Prix d'interprétation pour La Contre-allée
- Molières 2018 : meilleure comédienne dans un spectacle de théâtre privé pour Le Jeu de l'amour et du hasard
- César 2021 : meilleure actrice pour Antoinette dans les Cévennes
- Mostra de Venise 2021 : Prix Orizzonti de la meilleure actrice pour À plein temps
- Les Arcs Film Festival 2021 : Prix d'interprétation pour À plein temps
- Malaysia International Film Festival 2022 : Prix de la meilleure actrice pour À plein temps

### Nominations
- César 2018 : meilleure actrice dans un second rôle pour Ava
- César 2020 : meilleure actrice dans un second rôle pour Seules les bêtes
- Lumières 2021 : meilleure actrice pour Antoinette dans les Cévennes
- César 2022 : meilleure actrice pour Une femme du monde
- Lumières 2023 : meilleure actrice pour À plein temps
- César 2023 : meilleure actrice pour À plein temps
- Molières 2025 : Molière de la comédienne dans un spectacle de théâtre privé pour Peau d'homme

### Décoration
- Chevalière de l'ordre des Arts et des Lettres (2019)[28]